# Axiniphyllum pinnatisectum
Axiniphyllum pinnatisectum là một loài thực vật có hoa trong họ Cúc. Loài này được (Paul G.Wilson) B.L.Turner mô tả khoa học đầu tiên năm 1978.